# 362793 Suetolson
362793 Suetolson è un asteroide della fascia principale. Scoperto nel 2006, presenta un'orbita caratterizzata da un semiasse maggiore pari a 2,7570997 UA e da un'eccentricità di 0,1332193, inclinata di 13,61886° rispetto all'eclittica.